# Кросовер (аутомобил)
Кросовер (енгл. crossover или енгл. crossover utility vehicle – CUV) врста је теренског аутомобила углавном намењен градској вожњи односно вожњи по асфалту. Изграђен је на платформи аутомобила комбинујући карактеристике теренског возила са карактеристикама путничког возила нарочито она у караванској или хечбек каросеријској верзији. По карактеристикама је на прелазу између теренца и класичног аутомобила. Родоначелник ове врсте теренског аутомобила је Нисан кашкај.
Кросовери користе самоносећу каросерију као класично путничко возило уместо шасије коју користе лака теретна возила и оригинални теренци. Зато је маса код кросовера мања него код структуре са шасијом. Због самоносеће каросерије поправци у случају саобраћајних незгода могу бити веома компликовани.
Углавном су опремљени са погоном на предњим точковима или са погоном на задњим точковима. Предњи погон штеди на потрошњи горива и смањује цену возила. Међутим, аутомобили са највишим пакетом опреме имају погон на свим точковима. Кросовери нису предвиђени за силазак са асфалта због ниског клиренса који није погодан за кретање по неравним теренима.

## Галерија
- Ситроен Ц4 кактус
- Дачија дастер
- Џип ренегејд
- Родоначелник ове врсте теренског возила: Нисан кашкај

## Почетак ове врстетеренског аутомобилаи узрок престанка производње класичниххечбекова,лимузина,караванаи моноволумена
Ова врста теренског аутомобила почела је 2006. године када су неки купци од Нисана тражили да направе ауто који је хечбек или караван, али да има висок клиренс, блатобране или "шминке", повишано седење и да је мало дужи од класичног хечбека или каравана. Потом је Нисан основао ову врсту теренског аутомобила и започео ову врсту производњом кашкаја који је лансиран 2006. године који је изгледао овако:
и после њега, онда су купци почели да доста траже овакву врсту теренског аутомобила и чак су неки прави теренци нпр. Џип гранд чироки, класични хечбекови или каравани нпр. Ситроен Ц4, и моноволумени нпр. родоначелник моловолумена Рено eспас, почели да се пресељавају у ову врсту теренског аутомобила. Због свега овог, почели су завршеци производње класичних хечбекова, лимузина, каравана и моноволумена, због тога што их купци ретко траже, тј., због пада интересовања купаца. Нпр., у јуну 2023. године ће престати производња Форд фијесте, или 2025. ће престати производња фокуса, и још неких модела неке друге године.